# NK Bratstvo Kunovec
NK Bratstvo je nogometni klub iz Kunovca.
Trenutačno se natječe se u 1. ŽNL Koprivničko-križevačkoj.
Za Nk Bratstvo Kunovec većinom nastupaju igrači sa zagrebačkog područja